# Västerås Äventyrssällskap
Västerås Äventyrssällskap, även känt som VÄS (ursprungligen Sir V.Ä.S.) är en rollspelsförening baserad i Västerås. Föreningen grundades 29 november 1986 av H. Peter Anvin och Markus Waltersten. Båda grundarna är fortfarande medlemmar i föreningen. Föreningen grundades under namnet Viksängsområdets Klubb för Äventyrsspel men bytte strax efter grundandet namn till Västerås Äventyrssällskap.
Sedan hösten 1994 driver föreningen en spellokal på Tallmätargatan 3 i Västerås. Lokalen inhyste under en period även distriktsorganisationen Sverok Svealands kansli.
Förutom bordsrollspel inrymmer föreningen verksamhet som brädspel, figurspel, kortspel, lajv och datorspel.